# Nannopsittaca
Nannopsittaca is een geslacht van vogels uit de familie Psittacidae (papegaaien van Afrika en de Nieuwe Wereld).

## Soorten
Het geslacht kent de volgende soorten:
- Nannopsittaca dachilleae – Amazoneparkiet
- Nannopsittaca panychlora – Tepuiparkiet